# Fear No More
Pour plus de détails, voir Fiche technique et Distribution.
Fear No More est un film américain réalisé par Bernard Wiesen, sorti en 1961.

## Synopsis
La secrétaire personnelle Sharon Carlin (Mala Powers) arrive dans une gare ferroviaire avec pour mission de livrer une enveloppe importante pour son patron. Lorsqu'elle entre dans son compartiment, un homme la menace avec une arme. Elle voit une femme dans le compartiment qui semble morte. L'homme assomme Sharon. Lorsqu'elle reprend connaissance, elle se retrouve interrogée par un policier en civil qui l'accuse d'avoir tué la femme. Lorsqu'ils quittent le train pour se rendre au commissariat, Sharon parvient à esquiver le détective et, paniquée, fonce devant une voiture qui doit faire un écart pour l'éviter, blessant un jeune garçon qui est passager. Sharon supplie le conducteur, Paul Colbert (Jacques Bergerac), un homme divorcé qui est le père du garçon et qui le rend à sa mère, de l'aider. Il accepte à contrecœur. Après une scène désagréable chez l'épouse, Paul dépose Sharon chez elle. Elle a oublié que son ami est hébergé dans son appartement. Plus tard, il lui téléphone et ils prennent un café ensemble dans un café local. Lorsqu'elle rentre chez elle, elle trouve son ami mort. Poursuivie par le meurtrier, elle se précipite hors de l'immeuble et Paul l'emmène en voiture. Elle finit par lui avouer qu'elle ne peut pas aller à la police, qui ne la croirait pas : elle a des antécédents psychiatriques et a déjà été dans un sanatorium. Le lendemain, Paul la conduit au domicile de son employeur où, inexplicablement, celui-ci et son personnel nient toute connaissance de sa course. Plus inquiétant encore, son employeur, Milo Seymour (John Harding), affirme qu'une importante somme d'argent a disparu de son coffre-fort, dont seuls lui et elle ont la combinaison. Sharon est-elle victime d'un complot élaboré, ou est-elle en train de sombrer dans la folie ?

## Fiche technique
- Titre : Fear No More
- Réalisateur : Bernard Wiesen
- Scénario : Leslie Edgley (sous le pseudonyme Robert Bloomfield) d'après son roman Ne craignez plus… (Fear No More)
- Musique : Paul Glass
- Producteurs : Earl Durham, Bernard Wiesen
- Société de production : Scaramouche Productions Inc.
- Durée : 80 minutes
- Film en noir et blanc
- Genre : Thriller, drame
- Date de sortie :
  - États-Unis : 1er novembre 1961

## Distribution
- Mala Powers : Sharon Carlin
- Jacques Bergerac : Paul Colbert
- John Harding : Milo Seymour
- Helena Nash : Irene Maddox
- John Baer : Keith Burgess
- Anna Lee Carroll : Denise Colbert
- Robert Karnes : Joe Brady
- Peter Brocco : Steve Cresca
- Peter Virgo Jr. : Duke Maddox
- Gregory Irvin : Chris Colbert
- Emile Hamaty : Conducteur

## Source
- (en) Cet article est partiellement ou en totalité issu de l’article de Wikipédia en anglais intitulé « Fear No More (film) » (voir la liste des auteurs).